# USS LST-819
O USS LST-819 foi um navio de guerra norte-americano da classe LST que operou durante a Segunda Guerra Mundial.